# Daniel Plaza
Daniel Plaza Montero (3. července 1966 Barcelona) je bývalý španělský atlet, chodec, olympijský vítěz v chůzi na 20 kilometrů z roku 1992.

## Sportovní kariéra
Specializoval se na chůzi na 20 kilometrů. V této disciplíně obsadil na olympiádě v Soulu v roce 1988 12. místo. O dva roky později, na mistrovství Evropy ve Splitu, už získal na stejné trati stříbrnou medaili (zvítězil Čechoslovák Pavol Blažek). Největšího úspěchu dosáhl na olympiádě v Barceloně v roce 1992. Ve svém rodišti zvítězil na dvacetikilometrové trati s náskokem 40 sekund. Na světovém šampionátu v roce 1993 ve Stuttgartu vybojoval bronzovou medaili. To bylo také jeho poslední medailové umístění na světových soutěžích – při mistrovství Evropy v roce 1994 i mistrovství světa v roce 1995 byl při startu v chůzi na 20 kilometrů diskvalifikován, na olympiádě v Atlantě v roce 1996 skončil v této disciplíně jedenáctý.